# Hjör Hálfarson
Hjör Hálfarson o Hjör Hálfsson (nórdico antiguo: Hjörr konungr Hálfsson 830 - ?) fue un caudillo vikingo, rey (nórdico antiguo: konungr) de Rogaland, Noruega. Era hijo de Hálfur Hjörleifsson.
Según Landnámabók luchó contra Bjarmaland y apresó a la princesa, hija de su rey, con quien se desposaría y tendrían dos hijos Geirmundur y Hámundur, apodados heljarskinn porque nacieron con piel oscura y arrugados. Su historia también aparece en Hálfs saga ok Hálfsrekka.
Su figura histórica se menciona en la saga de Njal y uno de los antepasados del caudillo islandés Flosi Þórðarson. Le sucedió en el trono Geirmundur Hjorarsson que fue el último rey ajeno a la etnia germánica de los rugios. Geirmundur fue un explorador y colono en Islandia y sus asentamientos aparecen en la saga Sturlunga como precursor del clan Sturlungar.